# 1990-es US Open (tenisz)
Az 1990-es US Open az év negyedik Grand Slam-tornája, a US Open 110. kiadása. New Yorkban rendezték meg augusztus 27. és szeptember 9. között.
A győzelmet a férfiaknál az amerikai Pete Sampras, a nőknél az argentin Gabriela Sabatini szerezte meg.

## Döntők

### Férfi egyes
Pete Sampras -   Andre Agassi, 6-4, 6-3, 6-2

### Női egyes
Gabriela Sabatini -  Steffi Graf, 6-2, 7-6

### Férfi páros
Pieter Aldrich /  Danie Visser -  Paul Annacone /  David Wheaton, 6-2, 7-6, 6-2

### Női páros
Gigi Fernández /  Martina Navratilova -  Jana Novotná /  Helena Suková, 6-2, 6-4

### Vegyes páros
Elizabeth Smylie /  Todd Woodbridge -  Natallja Zverava /  Jim Pugh, 6-4, 6-2

## Juniorok

### Fiú egyéni
Andrea Gaudenzi –  Mikael Tillström 6–2, 4–6, 7–6

### Lány egyéni
Magdalena Malejeva –  Noëlle van Lottum 7–5, 6–2

### Fiú páros
Sébastien Leblanc /  Greg Rusedski –  Marten Renström /  Mikael Tillström 6–7, 6–3, 6–4

### Lány páros
Kristin Godridge /  Kirrily Sharpe –  Erika de Lone /  Lisa Raymond 4–6, 7–5, 6–2